# Limtoc (kráter)

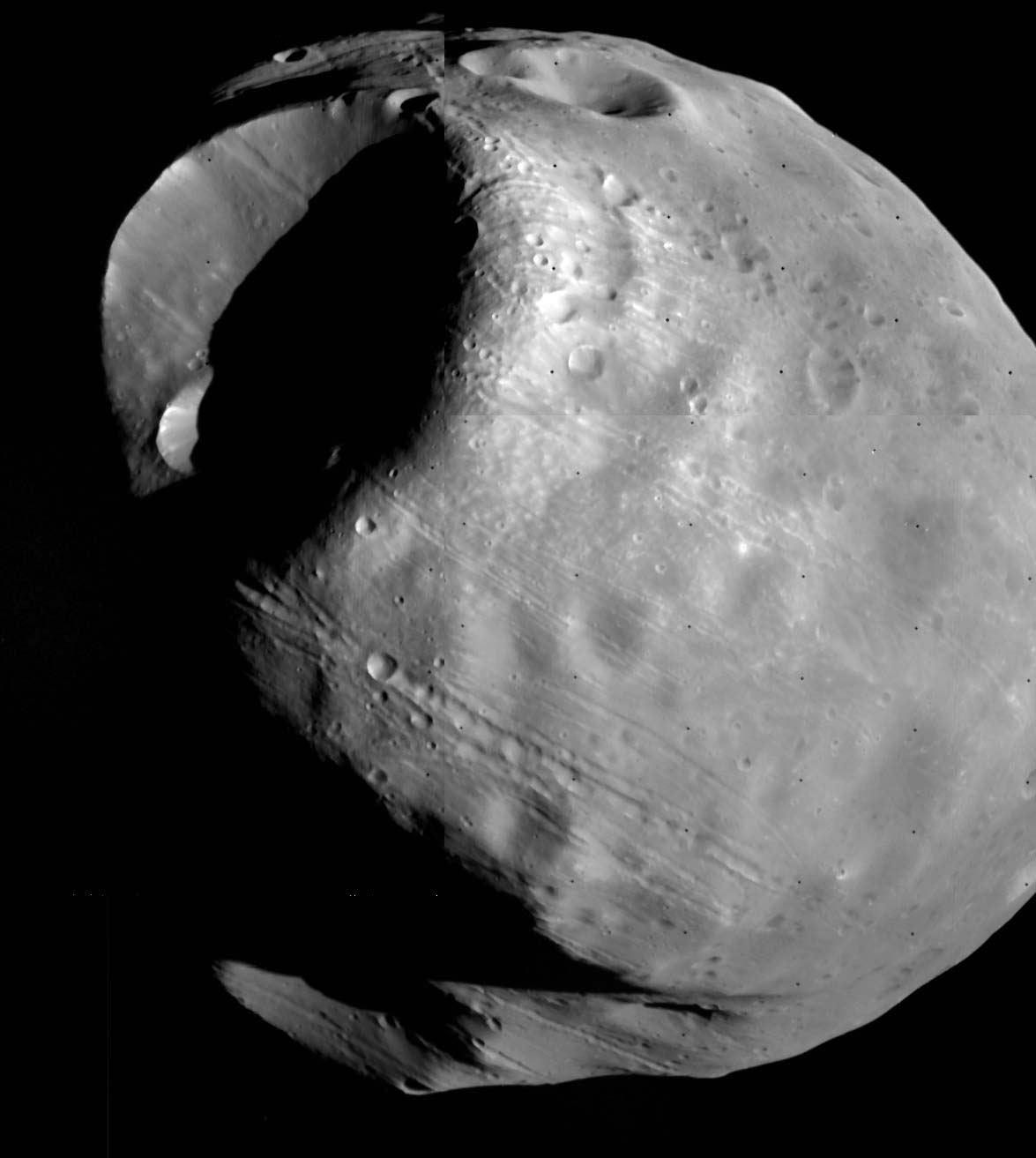
Největší kráter na snímku je Stickney, z něj vykukuje část Limtocu.

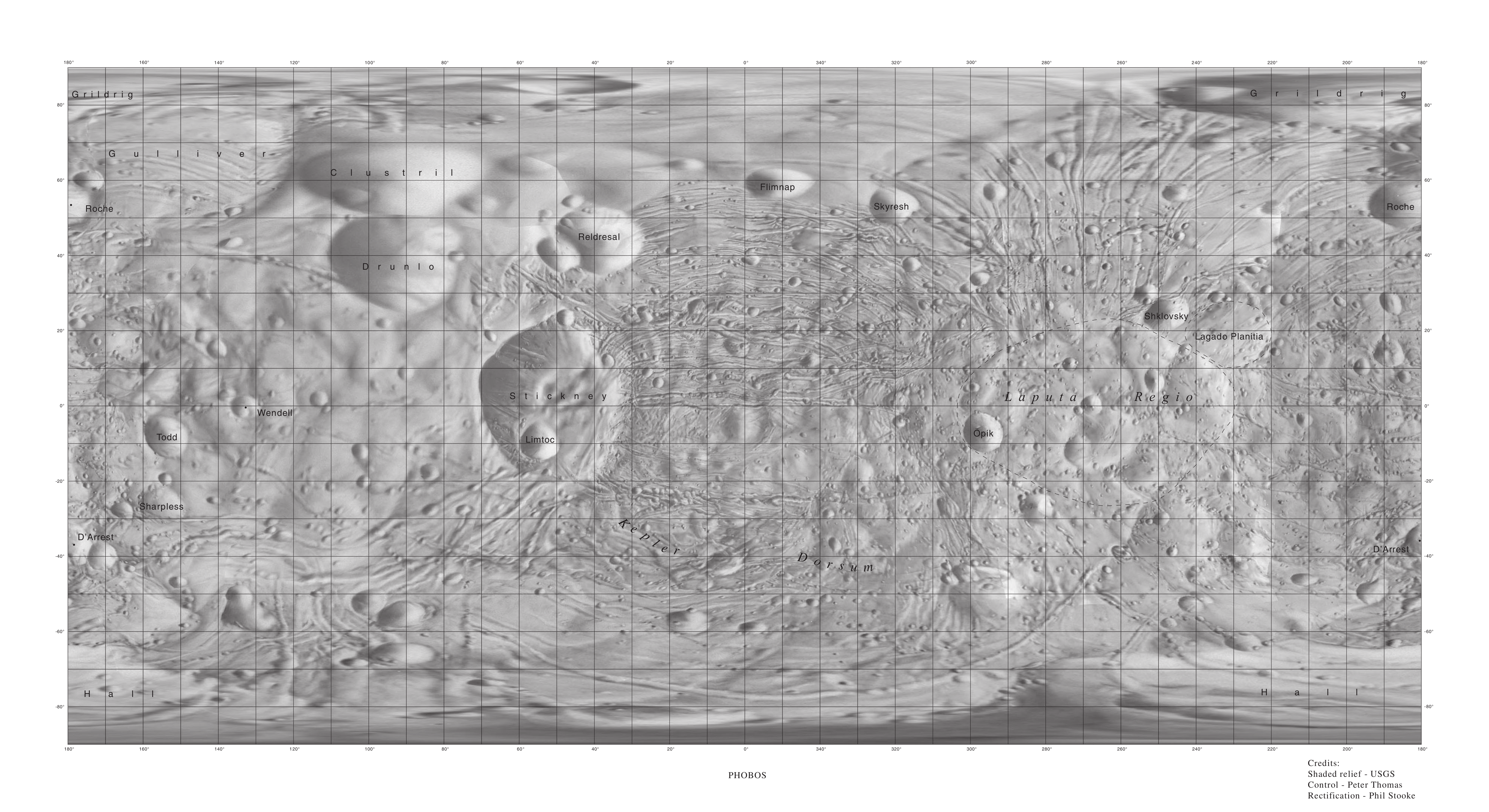
Mapa Phobosu s kráterem Limtoc.

Limtoc je impaktní kráter na Phobosu, měsíci planety Mars. Jeho střední souřadnice činí 11° jižní šířky a 54° západní délky, má průměr 2 kilometry. Je pojmenován Mezinárodní astronomickou unií po literární postavě z díla Gulliverovy cesty od Jonathana Swifta, který v něm předvídal existenci měsíců Marsu.
Limtoc leží uvnitř největšího kráteru Phobosu pojmenovaného Stickney.